# Kosuke Ota
Kosuke Ota (太田 宏介, Ota Kosuke, Machida, 23 juli 1987) is een Japans betaald voetballer die doorgaans als linksback speelt. Ōta maakte in 2010 zijn debuut in het Japans voetbalelftal.

## Clubcarrière
Ōta speelde in zijn jeugd voor de teams van een aantal scholen, namelijk achtereenvolgens Tshushino SSS (1994–1999), FC Machida (2000–2002) en Azubu Fuchinobe (2003–2005). In 2006 kwam de verdediger bij Yokohama FC terecht, waar hij in zijn eerste seizoen tot één competitieduel kwam. Later groeide hij uit tot een vaste waarde in de opstelling van Yokohama. In 2009 maakte Ōta de overstap naar Shimizu S-Pulse, waarvoor hij drie seizoenen lang basisspeler was. FC Tokyo werd in 2012 de nieuwe club van de linkervleugelverdediger. In zijn eerste seizoen speelde hij slechts veertien wedstrijden in de competitie, maar in de drie seizoenen erna kwam hij tot minimaal dertig wedstrijden.
Op 15 december 2015 ondertekende Ōta een contract bij Vitesse voor de duur van vierenhalf jaar, tot medio 2020. Op 16 januari 2016 debuteerde Ōta voor Vitesse in de uitwedstrijd tegen SC Cambuur. In de winterstop van het seizoen 2016/2017 verbleef de selectie van Vitesse in Spanje voor een trainingskamp. Ōta bleef in Arnhem vanwege een mogelijke transfer. Op 6 januari maakte Vitesse bekend dat hij definitief terugkeert naar zijn oude club FC Tokyo. In 2019 verruilde hij FC Tokyo voor Nagoya Grampus. In december 2020 gi9ng hij naar Perth Glory FC.

### Clubstatistieken
| Seizoen | Club            | Competitie | Competitie | Competitie | Beker*1 | Beker*1 | Internationaal | Internationaal | Overig | Overig | Totaal | Totaal |
| Seizoen | Club            | Competitie | Duels      | Goals      | Duels   | Goals   | Duels          | Goals          | Duels  | Goals  | Duels  | Goals  |
| ------- | --------------- | ---------- | ---------- | ---------- | ------- | ------- | -------------- | -------------- | ------ | ------ | ------ | ------ |
| 2006    | Yokohama FC     | J2 League  | 1          | 0          | 1       | 0       | –              | –              | –      | –      | 2      | 0      |
| 2007    | Yokohama FC     | J1 League  | 17         | 0          | 3       | 0       | –              | –              | –      | –      | 20     | 0      |
| 2008    | Yokohama FC     | J2 League  | 31         | 0          | 1       | 0       | –              | –              | –      | –      | 32     | 0      |
| 2009    | Shimizu S-Pulse | J1 League  | 23         | 0          | 9       | 0       | –              | –              | –      | –      | 32     | 0      |
| 2010    | Shimizu S-Pulse | J1 League  | 28         | 1          | 14      | 0       | –              | –              | –      | –      | 42     | 1      |
| 2011    | Shimizu S-Pulse | J1 League  | 34         | 1          | 6       | 0       | –              | –              | –      | –      | 40     | 1      |
| 2012    | FC Tokyo        | J1 League  | 14         | 0          | 0       | 0       | 4              | 0              | 1      | 0      | 19     | 0      |
| 2013    | FC Tokyo        | J1 League  | 34         | 3          | 6       | 0       | –              | –              | –      | –      | 40     | 3      |
| 2014    | FC Tokyo        | J1 League  | 34         | 1          | 7       | 2       | –              | –              | –      | –      | 41     | 3      |
| 2015    | FC Tokyo        | J1 League  | 30         | 3          | 8       | 0       | –              | –              | –      | –      | 38     | 3      |
| 2015/16 | Vitesse         | Eredivisie | 16         | 0          | 0       | 0       | 0              | 0              | –      | –      | 16     | 0      |
| 2016/17 | Vitesse         | Eredivisie | 10         | 0          | 2       | 0       | –              | –              |        |        | 7      | 0      |
| 2017    | FC Tokyo        | J1 League  | 32         | 1          | 1       | 0       | 0              | 0              | 0      | 0      | 33     | 1      |
| 2018    | FC Tokyo        | J1 League  | 25         | 1          | 4       | 0       | 0              | 0              | 0      | 0      | 29     | 1      |
| 2019    | FC Tokyo        | J1 League  | 4          | 0          | 8       | 1       | 0              | 0              | 0      | 0      | 12     | 1      |
| 2019    | Nagoya Grampus  | J1 League  | 12         | 0          | 2       | 0       | 0              | 0              | 0      | 0      | 14     | 1      |
| 2020    | Nagoya Grampus  | J1 League  | 9          | 0          | 3       | 0       | 0              | 0              | 0      | 0      | 12     | 0      |
| 2021    | Perth Glory     | A-League   | 19         | 0          | 0       | 0       | 0              | 0              | 0      | 0      | 19     | 0      |
| Totaal  | Totaal          | Totaal     | 373        | 11         | 75      | 3       | 4              | 0              | 1      | 0      | 448    | 15     |

## Interlandcarrière
Ōta maakte zijn debuut in het Japans voetbalelftal op 6 januari 2010. Op die dag werd een kwalificatiewedstrijd voor het Aziatisch kampioenschap tegen Jemen met 2–3 gewonnen. De linksback mocht van bondscoach Takeshi Okada in de basis beginnen en hij speelde het gehele duel mee.
| Interlands van Kōsuke Ōta voor Japan | Interlands van Kōsuke Ōta voor Japan | Interlands van Kōsuke Ōta voor Japan | Interlands van Kōsuke Ōta voor Japan | Interlands van Kōsuke Ōta voor Japan | Interlands van Kōsuke Ōta voor Japan | Interlands van Kōsuke Ōta voor Japan |
| №                                    | Datum                                | Wedstrijd                            | Uitslag                              | Competitie                           | Goals                                |                                      |
| Als speler bij Shimizu S-Pulse       | Als speler bij Shimizu S-Pulse       | Als speler bij Shimizu S-Pulse       | Als speler bij Shimizu S-Pulse       | Als speler bij Shimizu S-Pulse       | Als speler bij Shimizu S-Pulse       | Als speler bij Shimizu S-Pulse       |
| ------------------------------------ | ------------------------------------ | ------------------------------------ | ------------------------------------ | ------------------------------------ | ------------------------------------ | ------------------------------------ |
| 1                                    | 6 januari 2010                       | Jemen – Japan                        | 2 – 3                                | AK 2011 kwalificatie                 |                                      |                                      |
| Als speler bij FC Tokyo              |                                      |                                      |                                      |                                      |                                      |                                      |
| 2                                    | 10 oktober 2014                      | Japan – Jamaica                      | 1 – 0                                | Vriendschappelijk                    |                                      |                                      |
| 3                                    | 14 oktober 2014                      | Japan – Brazilië                     | 0 – 4                                | Vriendschappelijk                    |                                      |                                      |
| 4                                    | 18 november 2014                     | Japan – Australië                    | 2 – 1                                | Vriendschappelijk                    |                                      |                                      |
| 5                                    | 31 maart 2015                        | Japan – Oezbekistan                  | 5 – 1                                | Vriendschappelijk                    |                                      |                                      |
| 6                                    | 16 juni 2015                         | Japan – Singapore                    | 0 – 0                                | WK 2018 kwalificatie                 |                                      |                                      |
| 7                                    | 5 augustus 2015                      | Japan – Zuid-Korea                   | 1 – 1                                | EAFF Cup 2015                        |                                      |                                      |

Bijgewerkt op 3 juli 2019.